# باربارا کاررا
 باربارا کاررا (انگلیسی: Barbara Carrera؛ زادهٔ ۱ سپتامبر ۱۹۴۴) یک هنرپیشه اهل ایالات متحده آمریکا است. وی از سال ۱۹۷۰ میلادی تاکنون مشغول فعالیت بوده‌است.
از فیلم‌های معروف او می‌توان به بازی در پسر عاشق، جزیره دکتر مورو، عشق در خطر و گرگ تنها، مکوئید اشاره کرد.